# Proces pierwotny
Proces pierwotny – sugerowany przez Zygmunta Freuda pierwotny sposób funkcjonowania aparatu psychicznego. Polega on na swobodnym, niczym nie ograniczonym przemieszczaniu się energii psychicznej (pobudzenia, popędu) pomiędzy wyobrażeniami, czego ostatecznym skutkiem jest przejęcie kontroli nad ruchami dowolnymi lub halucynowanie obiektu spełniającego życzenie.
Proces pierwotny jest u małych dzieci jedynym sposobem funkcjonowania, aż do momentu pojawienia się wyparcia pierwotnego. Po zaistnieniu tego wyparcia proces pierwotny funkcjonuje swobodnie jedynie w systemie nieświadomości. W przedświadomości funkcjonuje proces wtórny.
Marzenia senne, halucynacje, urojenia, myślenie autystyczne i życzeniowe są przykładami funkcjonowania procesu pierwotnego.
Na proces pierwotny składają się dwa mechanizmy psychiczne:
- przesunięcie (przemieszczenie) polegające na tym, że jedno wyobrażenie przekazuje drugiemu całą swoją energię;
- zagęszczenie (kondensacja), w którym jedno wyobrażenie bierze na siebie ładunek kilku innych wyobrażeń; efekty tego procesu można obserwować np. w marzeniu sennym, w którym jawna treść przedstawia osobę wyglądającą jak znajomy A, ubraną jak znajomy B, zachowującą się jak jeden z rodziców, podczas gdy śniący wie, że to żona.